# Philippe Érard van der Noot
 (juin 2020).
Si vous disposez d'ouvrages ou d'articles de référence ou si vous connaissez des sites web de qualité traitant du thème abordé ici, merci de compléter l'article en donnant les références utiles à sa vérifiabilité et en les liant à la section « Notes et références ».
Pour les autres membres de la famille, voir Famille van der Noot.
Philippe Érard van der Noot est un prélat des Pays-Bas méridionaux, né le 6 février 1638 à Uccle et mort le 3 février 1730 à Gand.

## Biographie
Philippe Érard van der Noot est le fils de Gilles van der Noot, seigneur de Carloo, et d'Anne van Leefdael. Il est l'oncle de Maximilien Antoine van der Noot.
Après son ordination, il a été fait canon et est finalement devenu archiprêtre du chapitre de Saint-Lieu. Cathédrale de Rumbold à Malines. Il a été créé évêque de Gand après la permission royale du roi d'Espagne.
Il a fait construire une chapelle et un séminaire à Gand, et ses armoiries apparaissent sur le fronton de la tour.